# Tunel ljubavi
Tunel ljubavi je željeznička pruga u neposrednoj blizini sela Klevana u Ukrajini. 
To je željeznička pruga okružena zelenim lukovima, tri kilometra u dužinu. Poznat je kao omiljeno mjesto za šetnje parova.
To je botanički fenomen i spomenik prirode od lokalnog značaja - zeleni tunel u šumovitom području, gdje se gustiš drveća i grmlja međusobno isprepleo i nastao je gusti zeleni tunel. Industrijski vlak prolazi tunelom vozeći drvo.